# Power.org
A Power.org egy globális számítástechnikai ipari szervezet volt 2004-től 2013-ig, amikor felváltotta az OpenPOWER Alapítvány. Célja a POWER Architecture technológia fejlesztése és népszerűsítése volt, az architektúra nyílt szabványainak, irányelveinek és tanúsítványainak kialakításával, valamint a hatékony gyakorlati módszerek kialakítása és közzététele.
2004-ben alapította az IBM és 15 másik cég. A Freescale (amelyet később felvásárolt az NXP Semiconductors) 2006-ban csatlakozott a szervezethez tiszteletbeli alapító tagként, és az IBM-éhez hasonló státuszt kapott.
Egy évvel később egy mérföldkőnek számító technológiafejlesztési megállapodást jelentettek be az IBM-mel.
A Power.org-nak több mint 40 fizető tagja volt, közöttük vállalatok, kormányzati és oktatási intézmények is.

## Történet
2004 decemberében megalakult a Power.org. 2006 februárjában csatlakozott hozzá a Freescale.
2006 júliusában létrehozták a „Power Architecture” márkát a Power, PowerPC, PowerQUICC és Cell architektúrájú termékek egyesítésére.[forrás?]
2006 novemberében adták ki a Power ISA v2.03 egységesített utasításkészletet a POWER architektúrájú processzorok számára, a POWER és PowerPC architektúrák terén történt 15 évnyi fejlesztés egyesítése céljából.[forrás?]
Ugyancsak 2006 novemberében bocsátották ki a Power Architecture Platform Reference (PAPR) specifikációt, amit a Power architektúrájú processzorokkal felépített, Linux operációs rendszert futtató szabványos számítógépek fejlesztésének alapjául szántak.[forrás?]
2007 szeptemberében tartották a Power Architecture Developer Conference fejlesztői konferenciát.
2008 decemberében elkészült és kiadásra került a „Common Debug API” specifikáció.
Ugyanekkor jelent meg a beágyazott rendszerekhez kialakított ePAPR specifikáció.
A Power.org által bevezetett és népszerűsített alapvető termék maga a „Power Architecture”, ami egy gyűjtőfogalom, kollektív marketingelnevezés a POWER, PowerPC, és Power utasításkészlet-architektúra architektúrákhoz kapcsolódó bármely specifikációra, hardverre és szoftverre.
2013-ban a Power.org megszűnt, feladatát az OpenPOWER konzorcium vette át, ami a nevét később OpenPOWER Alapítványra változtatta. Ez az alapítvány végzi a nyílt dokumentáció kidolgozásának és kiadásának feladatait.

## Szervezeti felépítés
A Power.org igazgatótanácsa az alapító tagokból és egyéb szervezetekből és jogi személyekből állt. Több bizottság és albizottság irányította a szervezetet és kezelte a céljait, a projekteket és felelősségi köreit. A tagoknak nem volt vétójoguk a Power ISA meghatározásával kapcsolatos döntési folyamatokban, amely az IBM és a Freescale felelőssége volt. A Power.org többszintű tagsági modellel rendelkezett, ennek négy szintje az Alapító, Szponzor, Résztvevő, és Társult tag, kiegészítve a Fejlesztő tagsági formával. A fejlesztői tagság ingyenes volt. A tagok a következők voltak:
| - IBM (alapító) - Freescale (alapító, később felvásárolta az NXP) - Cadence (alapító) - Synopsys (alapító) - Airbus - AMCC - Barcelona Supercomputing Center - Broadcom - Bull - Chartered - Curtiss-Wright - Denali | - ENEA - Ericsson - Genesi - Green Hills Software - HCL Technologies - Kyocera - Lauterbach - LynuxWorks - Mentor Graphics - Mercury Computer Systems - National Instruments - OKI - P.A. Semi | - Rapport - Sony Corporation - Terra Soft - Thales Group - Tundra Semiconductor - University of Mannheim - University of Tennessee, Knoxville - Virage Logic - Virtutech - Wind River - Xilinx - XGI Technology |

## Fordítás
Ez a szócikk részben vagy egészben  a   Power.org című angol Wikipédia-szócikk ezen változatának fordításán alapul.  Az eredeti cikk szerkesztőit annak laptörténete sorolja fel. Ez a jelzés csupán a megfogalmazás eredetét és a szerzői jogokat jelzi, nem szolgál a cikkben szereplő információk forrásmegjelöléseként.